# Лунка-де-Жос (Алба)
Лунка-де-Жос (рум. Lunca de Jos) — село у повіті Алба в Румунії. Входить до складу комуни Відра.
Село розташоване на відстані 329 км на північний захід від Бухареста, 61 км на північний захід від Алба-Юлії, 70 км на південний захід від Клуж-Напоки, 145 км на північний схід від Тімішоари.

## Населення
За даними перепису населення 2002 року у селі проживали 34 особи, усі — румуни. Усі жителі села рідною мовою назвали румунську.